# 东苑街道 (石家庄市)
东苑街道，是中华人民共和国河北省石家庄市裕华区下辖的一个乡镇级行政单位。

## 行政区划
东苑街道下辖以下地区：
裕东小区第一社区、裕东小区第二社区、槐北路第一社区、槐北路第二社区、十二化建社区、尖岭小区社区、槐东社区、建华大街第一社区、建华大街第二社区、东苑社区、方北社区、长荣社区、国际城社区和方北第二社区。